# Dysstroma korbi
Dysstroma korbi là một loài bướm đêm trong họ Geometridae.